# ドコモ団塊倶楽部
ドコモ団塊倶楽部（ドコモだんかいくらぶ）は、2009年4月11日から2015年3月28日まで文化放送で毎週土曜11:00 - 13:00まで放送されたトーク番組である。
レギュラー化以前は祝日のみの11:00 - 13:00までのホリデープログラムだった。NTTドコモの一社提供。

## 概要
60歳を過ぎ、定年退職を見据えている団塊世代をターゲットに、団塊世代に人気のある著名人を呼び、団塊向けトークを展開する。
ホリデープログラムとして聴取率が高かったので、レギュラー化することになった。当初パーソナリティの弘兼が執筆スケジュールで毎週数時間穴を開けるのに難色を示していたが、スタッフの懸命な説得によりレギュラー化にこぎつけた。
番組後半で「団塊スマートライフ」というNTTドコモのスマートフォンアプリの紹介コーナーがある。リニューアル以前は、いろんなキャラに扮する弘兼と石川の小芝居（季節の変わり目に登場するオヤジギャグレベルのダジャレを連発するインド人や巧妙なセクハラをする子供等）があった。
スポンサーであるドコモが方向転換によりスポンサーを降板、2014年度をもって終了した。

## パーソナリティ
- 弘兼憲史（2009年4月11日 - 2015年3月28日、レギュラー番組としての期間）
不定期時代から出演。
- 石川真紀（文化放送アナウンサー(当時)）（2009年4月11日 - 2013年3月30日、レギュラー番組としての期間）
不定期時代から出演。
- 唐橋ユミ（2013年4月6日 - 2015年3月28日）
- 吉井歌奈子（2011年4月16日 - 2012年9月29日）
団塊スマートライフのコーナーを担当。
- 川瀬良子（2012年10月13日 -  ）
団塊スマートライフのコーナーを、砂山との隔週交替で担当。
- 砂山圭大郎（文化放送アナウンサー）（2012年10月20日 - ）
団塊スマートライフのコーナーを、川瀬との隔週交替で担当。
- ペリー荻野
怪傑!暴れん坊将軍のコーナーを担当。

## ネット局
いずれの局も土曜11:00 - 13:00の同時ネットで放送。
- 新潟放送[1]
- 信越放送[2]
- 山梨放送[3]

## タイムテーブル
11:00：オープニング
- オープニングトーク後、「弘兼セレクション」として一曲かける。

11:05：ゲストトーク（前半）
- ゲストが登場し、トークを繰り広げる。

11:56：ローカル枠
- 各局ごとに内容が異なる。
  - 文化放送は交通情報、天気予報。
  - 新潟放送はドコモ団塊倶楽部新潟版。
  - 信越放送は情報レーダー。
  - 山梨放送はニュース、天気予報。

12:00：ゲストトーク（後半）
12:15：ペリー荻野の怪傑!暴れん坊将軍
12:35：私の大切なモノ
12:40：dヒッツ!リクエスト
12:45：ローカル枠
- 各局ごとに内容が異なる。
  - 文化放送はニュース、天気予報。
  - 新潟放送は交通速報。
  - 信越放送はニュース。
  - 山梨放送は道路交通情報。

12:48：団塊スマートライフ
12:55：エンディング